# Израел Хендс
Израел Хендс (на английски: Israel Hands; 1701 – 1747) – британски пират, станал прототип на едно от действащите лица в романа на Р. Л. Стивънсън „Островът на съкровищата“. В сюжета на романа, Израел е оставен на кораба, за да го охранява. В разгара на една от сцените, Хендс е убит от юнгата Джим Хокинс.

## Биография
Реалният Хендс е бил старши помощник на капитана, т.е. – вторият човек в екипажа на Едуард Тийч – Черната Брада, който през март 1718 г. го назначава за капитан на платнохода „Adventurer“.
Р. Л. Стивънсън споменава за това, че веднъж Хендс е бил осакатен от Тийч. Случило се така: Една нощ Тийч, Хендс, лоцманът и още един пират пиели на борда на кораба. Тийч, незабелязано от седящите до него, извадил два пищова и вдигнал ударниците им. Пиратът забелязал тези действия и решил да напусне масата, седенето край която ставало все по-опасно. Той станал и излязъл, оставяйки Хендс и лоцмана с капитана. Тогава Черната Брада духнал свещта, за да увеличи шанса си да не получи куршум в отговор и без никакво обяснение на постъпката си стрелял с двата пищова. В резултат ранил своя старши помощник в капачката на коляното, при което той осакатял, а лоцманът се отървал с лека уплаха. Когато попитали Черната Брада, каква е причината за тази постъпка, той отговорил: „Ако аз не убивам от време на време някой от собствените си хора, те забравят кой съм аз в действителност.“
Както е известно в действителност, за да поддържа своя авторитет, Черната Брада често е убивал членове от екипажа си.
Според друга версия, капитанът и неговият първи помощник – Хендс, играли на карти. Хендс се опитал да мами, но Черната Брада се усетил и го прострелял в коленете.
Тийч загинал по време на абордажна схватка. След смъртта на Тийч, Хендс избягал от кораба, въпреки суматохата възникнала по време на битката и трудностите при бягството му от военните моряци. По-късно бил заловен и хвърлен в затвора и предаден на съд в щата Вирджиния. За разлика от останалите заловени членове от екипажа на Тийч, които са осъдени и обесени, Хендс е помилван за това, че е дал показания против корумпирани чиновници от Северна Каролина, по бреговете на която толкова години е вилнял с екипажа на Тийч.
Израел Хендс приключил земния си път в нищета, като лондонски просяк.
|  | Тази страница частично или изцяло представлява превод на страницата „Хэндс, Израэль“ в Уикипедия на руски. Оригиналният текст, както и този превод, са защитени от Лиценза „Криейтив Комънс – Признание – Споделяне на споделеното“, а за съдържание, създадено преди юни 2009 година – от Лиценза за свободна документация на ГНУ. Прегледайте историята на редакциите на оригиналната страница, както и на преводната страница, за да видите списъка на съавторите. ВАЖНО: Този шаблон се отнася единствено до авторските права върху съдържанието на статията. Добавянето му не отменя изискването да се посочват конкретни източници на твърденията, които да бъдат благонадеждни. |